# 행정규칙
행정규칙(行政規則)은 행정기관 공무원들의 직무에 대한 준칙을 정해 놓은 법조형식의 규정을 말한다. 행정명령, 직무규칙과 같은 의미로 쓰이지만 행정부 내부의 직무규칙에 불과하기 때문에 국민에게는 법적 효력을 갖지 못한다.

## 의의
행정규칙은 행정조직 내부에서 행정의 사무처리 기준으로서 제정된 일반적, 추상적 규범을 말한다. 실무상 훈령, 통첩, 예규 등이 이에 해당한다. 통상 법적 근거 없이 제정되고 법규가 아닌 점에서 법규명령과 구별된다.

## 분류
법령에 따른 분류는 다음과 같다.

### 훈령
훈령(訓令)이란 상급기관이 하급기관에 대해 오랜 시간동안 그 권한의 행사를 지시하기 위해 발하는 명령이다. 협의의 훈령, 지시, 예규, 일일명령 등으로 분류된다.

### 지시
지시(指示)는 상급기관이 직권이나 하급기관의 문의에 의해 개별적, 구체적으로 발하는 명령이다.

### 예규
예규(例規)는 법규 문서 이외의 문서로서 반복적 행정사무의 기준을 제시하는 것이다.

### 일일명령
일일명령(日日命令)이란 당직, 출장, 시간외근무 등 일일업무에 관한 명령을 말한다.

### 고시
고시(告示)란 행정 기관에서 국민에게 어떠한 내용을 알리는 것을 뜻하는 것이다. 
단 고시가 법령의 수권(일정한 자격, 권한, 권리 따위를 특정인에게 부여하는 일)에 따라 법령을 보충하는 사항을 정하는 경우에는 근거 법령 규정과 결합하여 대외적 (나라나 사회의 외부에 관련되는. 또는 그런 것)으로 구속력 있는 법규명령의 효력을 갖는다(대법원 판례 1999.11.26, 97누13474 부동산양도허가신청반려처분취소).

## 종류

### 내용에 따른 종류
- 조직규칙, 근무규칙
- 법률해석규칙
- 재량지도규칙
- 법률대위규칙, 법률보충규칙

### 형식에 따른 종류
- 고시, 훈령
- 부령

## 법규명령과 행정규칙의 비교
- 행정규칙은 행정기관과 구성원을 규율대상으로 한다.
- 행정규칙은 원칙적으로 재판규범이 아니다.
- 행정규칙은 조문형식일 필요는 없다.
- 행정규칙은 공포를 효력발생 요건으로 하지 않는다.

## 효력범위
행정법규는 그 법규의 제정권자의 권한이 미치는 지역적 범위 내에만 효력을 갖고 지역적 효력이 미치는 당해 지역 안에 있는 모든 사람에게 적용된다.

## 판례
- 구 식품위생법시행규칙(1993.7.3. 보건사회부령 제910호로 개정되기 전의 것) 제53조에서 [별표 15]로 식품위생법 제58조에 따른 행정처분의 기준을 정하였다고 하더라도 이는 형식만 부령으로 되어 있을 뿐, 그 성질은 행정기관 내부의 사무처리준칙을 정한 것으로서 행정명령의 성질을 가지는 것이고, 대외적으로 국민이나 법원을 기속하는 힘이 있는 것은 아니므로 같은 법 제58조 제1항에 의한 처분의 적법 여부는 같은법시행규칙에 적합한 것인가의 여부에 따라 판단할 것이 아니라 같은 법의 규정 및 그 취지에 적합한 것인가의 여부에 따라 판단하여야 한다.[1]
- 구 법 시행규칙 제53조 [별표 15] 행정처분기준이 비록 행정청 내부의 사무처리 준칙을 정한 것에 지나지 아니하여 대외적으로 법원이나 국민을 기속하는 효력은 없지만, 위 행정처분기준이 수입업자들 및 행정청 사이에 처분의 수위를 가늠할 수 있는 유력한 잣대로 인식되고 있는 현실에 수입식품으로 인하여 생기는 위생상의 위해를 방지하기 위한 단속의 필요성과 그 일관성 제고라는 측면까지 아울러 참작하면, 위 행정처분기준에서 정하고 있는 범위를 벗어나는 처분을 하기 위해서는 그 기준을 준수한 행정처분을 할 경우 공익상 필요와 상대방이 받게 되는 불이익 등과 사이에 현저한 불균형이 발생한다는 등의 특별한 사정이 있어야 한다.[2]
- [1] 도로교통법시행규칙 제53조 제1항이 정한 [별표 16]의 운전면허행정처분기준은 관할 행정청이 운전면허의 취소 및 운전면허의 효력정지 등의 사무처리를 함에 있어서 처리기준과 방법 등의 세부사항을 규정한 행정기관 내부의 처리지침에 불과한 것으로서 대외적으로 국민이나 법원을 기속하는 효력이 없으므로, 자동차운전면허취소처분의 적법 여부는 위 운전면허행정처분기준만에 의하여 판단할 것이 아니라 도로교통법의 규정 내용과 취지에 따라 판단되어야 하며, 위 운전면허행정처분기준의 하나로 삼고 있는 벌점이란 자동차운전면허의 취소·정지처분의 기초자료로 활용하기 위하여 법규 위반 또는 사고야기에 대하여 그 위반의 경중, 피해의 정도 등에 따라 배점되는 점수를 말하는 것으로서, 이러한 벌점의 누산에 따른 처분기준 역시 행정청 내의 사무처리에 관한 재량준칙에 지나지 아니할 뿐 법규적 효력을 가지는 것은 아니다.[3]
- 상급행정기관이 하급행정기관에 대하여 업무처리지침이나 법령의 해석적용에 관한 기준을 정하여 발하는 이른바 행정규칙은 일반적으로 행정조직 내부에서만 효력을 가질 뿐 대외적인 구속력을 갖지 않지만, 법령의 규정이 특정 행정기관에게 그 법령 내용의 구체적 사항을 정할 수 있는 권한을 부여하면서 그 권한 행사의 절차나 방법을 특정하고 있지 않아 수임행정기관이 행정규칙의 형식으로 그 법령의 내용이 될 사항을 구체적으로 정하고 있다면, 그와 같은 행정규칙은 위에서 본 행정규칙이 갖는 일반적 효력으로서가 아니라 행정기관에 법령의 구체적 내용을 보충할 권한을 부여한 법령 규정의 효력에 의하여 그 내용을 보충하는 기능을 갖게 되고, 따라서 이와 같은 행정규칙은 당해 법령의 위임 한계를 벗어나지 않는 한 그것들과 결합하여 대외적인 구속력이 있는 법규명령으로서의 효력을 가진다[4]
- 행정규칙은 법규명령과 같은 엄격한 제정 및 개정절차를 요하지 아니하므로, 재산권 등과 같은 기본권을 제한하는 작용을 하는 법률이 입법위임을 할 때에는 "대통령령", "총리령", "부령" 등 법규명령에 위임함이 바람직하고, 금융감독위원회의 고시와 같은 형식으로 입법위임을 할 때에는 적어도 행정규제기본법 제4조 제2항 단서에서 정한 바와 같이 법령이 전문적·기술적 사항이나 경미한 사항으로서 업무의 성질상 위임이 불가피한 사항에 한정된다 할 것이고, 그러한 사항이라 하더라도 포괄위임금지의 원칙상 법률의 위임은 반드시 구체적·개별적으로 한정된 사항에 대하여 행하여져야 한다[5]

- 행정규칙은 법규명령과 같은 엄격한 제정 및 개정절차를 요하지 아니하므로, 재산권 등과 같은 기본권을 제한하는 작용을 하는 법률이 입법위임을 할 때에는 "대통령령", "총리령", "부령" 등 법규명령에 위임함이 바람직하고, 금융감독위원회의 고시와 같은 형식으로 입법위임을 할 때에는 적어도 행정규제기본법 제4조 제2항 단서에서 정한 바와 같이 법령이 전문적·기술적 사항이나 경미한 사항으로서 업무의 성질상 위임이 불가피한 사항에 한정된다 할 것이고, 그러한 사항이라 하더라도 포괄위임금지의 원칙상 법률의 위임은 반드시 구체적·개별적으로 한정된 사항에 대하여 행하여져야 한다[6]

- 이와 같은 행정규칙은 해당 법령의 위임한계를 벗어나지 않는 한 그것들과 결합하여 대외적인 구속력이 있는 법규명령으로서의 효력을 가진다. 그리고 이러한 경우 특정 행정규칙이 위임의 한계를 준수하고 있는지는 해당 법령 규정의 목적과 규정 내용, 규정의 체계, 다른 규정과의 관계 등을 종합적으로 살펴 판단하여야 하는데, 해당 법령의 해석상 가능한 것을 명시한 것에 지나지 아니하거나 해당 법령 조항의 취지에 근거하여 이를 구체화하기 위한 것인 때에는 위임 범위를 벗어난 것으로 볼 수 없다[7]

## 같이 보기
- 법규명령